# Meteorus insulicola
Meteorus insulicola är en stekelart som beskrevs av Maeto 1989. Meteorus insulicola ingår i släktet Meteorus och familjen bracksteklar. Inga underarter finns listade i Catalogue of Life.